# Drags udde
Drags udde är ett naturreservat vid sjön Flen i Vetlanda kommun, Jönköpings län. Det har en yta på 38 hektar och har varit skyddat sedan 1973.

## Drags udde

### Avsättning och syfte
Syftet är att bevara ett område som på grund av sin säregna geologi har ett stort vetenskapligt värde. Dessutom har Drags udde väsentlig betydelse för allmänhetens friluftsliv.

### Områdets karaktär
Berggrunden består av röd, fältspatrik, grovkornig så kallad Smålandsgranit med en ålder beräknad till motsvarande cirka 1740 miljoner år. Berggrunden täcks av en storblockig och grusig morän avsatt under den senaste nedisningen.
Området består av tre huvuddelar: rullstensåsen längs Ridderbergsviken i nordost, det plana området i väster och högplatån i söder.

### Rullstensås
Åsen bildades då den senaste inlandsisen smälte från området. Den består av stenigt, grusigt isälvsmaterial och är en så kallad getryggsås med en grov kärna och finare material upp mot krönet. Åsen löper i nordväst-sydvästlig riktning, på toppen går en bred stig. Längst söderut höjer sig åsen upp till 14 meter över sjöns yta, i andra änden bildar den en 300 meter lång udde, där har åsen en höjd av tre-fyra meter över sjöns yta.
På udden fanns en äldre tallskog med visst inslag av gran och björk. Tallarna var cirka 160 år eller äldre.
Fältskiktet domineras av lingon och ljung.

### Det plana området
Det plana området väster om åsen täcks av morän, som förutom vid stranden nästan är helt blockfri. Inom detta område finns en tallmosse med skvattram och odon.
Mot nordväst övergår mossen i ett mindre fattigkärr som är rikt på skvattram, tuvull, ängsull och vitmossor.

### Högplatån
Högplatån ligger cirka 25 meter över sjön, med högsta punkten 45 meter över sjön. Därifrån har man en vidsträckt utsikt över omgivningen, över sjön Flen och söderut över ett av de kala brandfälten där sly och pionjärträd håller på att ta över efter branden 2006.
Högplatån är bevuxen med gammal tallskog och enstaka inslag av gran och björk. Fältskiktet domineras av bland annat blåbär, lingon och ljung.
Stranden inom reservatet är stenig. En omfattande blockmark, med stora lavtäckta block, sträcker sig från högplatåns östra sluttning fram till åsen i öster. Det steniga området avbryts i den västra delen, vid Fine sanden, där det finns en 10 meter lång sandstrand, som inbjuder till bad i sjön sommartid.
Stranden närmast sjön är bevuxen med pors.
Av hänsyn till fågellivet råder tillträdesförbud längst ut på udden under perioden 1 april - 15 augusti.

## Naturvårdsbränning

### Förberedelser
För att värna om hotade djur och växter och för att behålla dragen av en naturlig tallskog planerades det för att en naturvårdsbränning skulle genomföras i Drags udde naturreservat under sommaren 2005. Under vintern innan utfördes förberedande åtgärder, granar skulle avverkas, skogen glesas ut och brandgator förberedas för att kunna utföra bränningen på ett säkert och ändamålsenligt sätt.
Området söder om reservatet som ägs och brukas av Sveaskog planerades att brännas samtidigt för att ytterligare påskynda utvecklingen mot en urskogsliknande miljö.
Man bad allmänheten om överseende med olägenheterna som kunde uppkomma i samband med åtgärderna, ris och trädstammar skulle avsiktligt lämnas på marken och efter bränningen kunde området bli sotigt och delvis svårtillgängligt under flera år. Man tröstade med att även bärris gynnas av skogsbrand varför man kunde vänta sig mer blåbär och lingon efter en tid. Stigarna skulle rensas från grenar och kvistar när arbetena var slutförda.

### Stormen
I januari 2005 drog Orkanen Gudrun över Småland och eftersom området öster om naturreservatet kalavverkats samt stora arealer inom området försvagats genom utglesning och upptagande av brandgator fälldes stora mängder virke som blev liggande och hindrade att området brändes sommaren 2005.
Organisationen Skydda skogen skrev så här före stormen i sin exempelsamling daterad januari 2005:
"...ett naturreservat som heter Drags Udde. Naturreservatet gränsar mot Sveaskogs marker. Här har Sveaskog tagit upp ett kalhygge på 5 - 6 ha mot naturreservatet. Hygget innebär att kantpåverkan på reservatet blir mycket stor. Vid en stark storm kommer merparten av skogen inom naturreservatet att stryka med. Här borde såväl SVS som LST reagerat. Sveaskog kan med detta handlande inte framstå som en trovärdig hänsynsfull skogsexploatör./Uno Björkman och Catharina Lihnell" Sammanställt av Patrik Nygren, januari 2005

### Branden 2006
Biologiskt och historiskt har brand varit viktig i naturskogen för dess utveckling till den rika miljö som skogen utgör.
Bränningen av Drags Udde som genomfördes 2006, skapade en mer olikåldrig tallskog och var också ett sätt att öka naturvärdena i skogen. Träd som skadats av branden kommer att dö under flera år och vara viktiga värdar för vedlevande insekter.
I området har inte bara den brandberoende insektsfaunan gynnats, utan även ett flertal sandmarksarter har påträffats. Läs mer om detta i rapporten Skyddsvärda insekter i Östra Smålands skogsbygder sid 80.

### Resultat
Den blöta och köldfattiga hösten och vintern 2004 gjorde så att de maskiner som utförde avverkningarna i naturreservatet bildade många och stora körskador i terrängen.
Bränderna som blossade upp okontrollerat i flera veckor efter bränningen brände av även de områden som skulle undantas, bland annat udden som var fågelskyddsområde samt högmossen.
Uppröjning av stigar har skett, men döda och döende träd har fortlöpande fallit och blockerat stigarna, samt att pionjärträd och sly snabbt vuxit upp och döljer stigarna och gör vissa delar av området snårigt och oframkomligt.